# József Horváth
József Horváth (ur. 13 sierpnia 1964) – węgierski szachista, sędzia (International Arbiter od 1998) i trener szachowy (FIDE Senior Trainer od 2011), arcymistrz od 1990.

## Kariera szachowa
W latach 90. XX wieku należał do czołówki węgierskich szachistów. Trzykrotnie (1990, 1992, 1998) wystąpił na szachowych olimpiadach, natomiast w roku 1989 na mistrzostwach Europy (w Hajfie) i świata (w Lucernie, gdzie zdobył brązowy medal za indywidualny wynik na IV szachownicy). Wielokrotnie startował w finałach indywidualnych mistrzostw Węgier, w roku 1992 zdobywając w Budapeszcie brązowy medal.
Pierwsze sukcesy na arenie międzynarodowej zaczął odnosić na początku lat 80. Na przełomie 1983 i 1984 roku wystąpił w Groningen w turnieju o mistrzostwo Europy juniorów do lat 20, dzieląc VI-VIII miejsce. W kolejnych latach odniósł wiele indywidualnych sukcesów, zwyciężając bądź dzieląc I lokaty m.in. w Budapeszcie (1988, 1989, 1993, 1994 oraz 1997), Andorze (1989), Cannes (1992), otwartych mistrzostwach Szwajcarii (1992), Zalakaros (1995, 1996), Velden (1995), Paksie (1996), Bischwiller (1999), Helsinkach (2001), Chambéry (2001), Zalakaros (2002, 2004), Val Thorens (2002, 2006), Paryżu (2003), Weronie (2005), Château de Lacroix-Laval (2005), Feffernitz (2008) oraz w Aschachu (2008).
Najwyższy ranking w dotychczasowej karierze osiągnął 1 lipca 2009 r., z wynikiem 2567 punktów zajmował wówczas 9. miejsce wśród węgierskich szachistów.